# きついとこいけ
きついとこいけは、日本のお笑いコンビ。ホリプロコム所属。旧コンビ名は橘井と小池。

## メンバー
きつい ゆうき（1996年11月21日（28歳））
東京都出身。身長180 cm、体重80 kg。血液型はO型。
本名及び旧芸名、橘井優輝（きつい ゆうき）。
趣味はアイドル、ゲーム、パチンコ、メダルゲーム。
特技は肩を背面から回して同じ側の耳をつまむ、絶対にバレない口笛、高速寿限無。

小池おじさん（こいけおじさん、1988年3月14日（37歳））
新潟県出身。身長170 cm、体重96 kg。血液型はO型。
本名及び旧芸名、小池将也（こいけ まさや）。
趣味はガシャポン、パチンコ、TWICE、メダルゲーム、猫、育毛、ホラー、おにぎり作り、サッカー。
特技はリフティング、早飲み、おにぎり作り、50音どれか言われたらピッタリのおにぎりの具を言う、おにぎりの具占い。

## 概要
2018年、コンビ結成。M-1グランプリでは1回戦敗退が続くも、2024年のおもしろ荘SPでは本選進出。「ニュースキャスターの役でスタジオと中継を両立させる」というネタを披露し、優勝を果たす。M-1グランプリ2024にて初の3回戦進出。2024年12月31日より、コンビ名をひらがな表記に変更し、個人の芸名も改めた。

## 芸風
主に漫才。何事にも全力な小池に対して橘井がツッコむ。

## エピソード
- 小池は6回留年したことがあり高校に9年間在籍し、25歳で卒業した経験がある。[要出典]
- 『おもしろ荘』にて優勝した際、橘井は「いやぁ…よく頑張りましたよ、おじさんが」と涙を流した。これを受け小池は「自信なかったです。終わったと思いました、人生が…違います。すみません」といい観客を笑わせた。また、賞金の使い道について小池は「めいっ子におもちゃ買ってあげます」と明かした[5]。

## 賞レース戦歴

### M-1グランプリ
| 年度（回）       | 結果      | エントリー No. | 会場                              | 日程           |
| ---------------- | --------- | -------------- | --------------------------------- | -------------- |
| 2018年（第14回） | 1回戦敗退 | 1828           | [東京] 新宿シアターブラッツ       | 8月18日（土）  |
| 2020年（第16回） | 1回戦敗退 | 433            | [東京] シダックスカルチャーホール | 9月16日（水）  |
| 2021年（第17回） | 2回戦敗退 | 2105           | [東京] 雷5656会館ときわホール     | 10月18日（月） |
| 2022年（第18回） | 1回戦敗退 | 336            | [東京] シダックスカルチャーホール | 8月2日（火）   |
| 2023年（第19回） | 1回戦敗退 | 803            | [東京] シダックスカルチャーホール | 9月8日（金）   |
| 2024年（第20回） | 3回戦進出 | 1255           | [東京]KANDA SQUARE HALL           | 11月7日（木）  |

### その他
- 2024年 おもしろ荘 優勝
- 2024年 のむシリカPresents お笑いJACKPOT 決勝進出
- 2024年 決戦!お笑い有楽城 決勝進出

## 出演

### テレビ
- 復活!ウチのガヤがすみません!（2023年8月1日、日本テレビ）
- ぴったり にちようチャップリン（2023年10月28日・11月4日、テレビ東京）
- おもしろ荘へいらっしゃい!（2024年1月1日、日本テレビ）
- フットンダ王決定戦2024（2024年1月1日、中京テレビ）
- ぐるナイ（2024年1月25日、日本テレビ）
- 深夜のハチミツ（2024年2月、フジテレビ）
- 恋はロケ中に！（2025年4月5日 - 6月28日、CBCテレビ） - ロケ参加者(きついのみ)[7]

### ライブ
- HORIPRO COM LIVE -SUMMER SPECIAL 2023-（2023年8月31日、北沢タウンホール）
- ホリプロコム漫才ライブ『38コム』vol.1（2023年11月3日、SUPERNOVA KAWASAKI）